# 上杉明
上杉 明（うえすぎ あきら、1938年1月14日 - ）は、日本の英文学者。
茨城県水戸市出身。1974年明治大学大学院英文学博士課程満期退学、芝浦工業大学講師、80年助教授、日本大学商学部助教授、教授、2009年定年。1977年「G・K・チェスタトン著作集 9」で日本翻訳出版文化賞受賞。1988年「先礼」で日本文芸賞優秀賞受賞。

## 共編著
- 『さあ始めよう会話作文』伊藤典子,キャスリーン・ゴドフリー共編著 朝日出版社 2000
- 『エブリデイ・トーク やさしい会話作文』伊藤典子,リチャード・パウエル共編著 朝日出版社 2001
- 『ニュースメディアの英語 演習と解説』伊藤典子,リチャード・パウエル共編著 朝日出版社 2005

### 翻訳
- ヘンリー・ジェイムズ『ヨーロッパの人』春秋社 1974
- 『G.K.チェスタトン著作集 9　正気と狂気の間』春秋社 1977、新版1999。社会・政治論
- デヴィッド・アイランド『生れ来る子への手紙』春秋社 1978
- キプリング『ジャングル・ブック』少年少女世界の文学 暁教育図書 1979
- フラナリー・オコナー/サリー＆ロバート・フィッツジェラルド編『秘義と習俗 アメリカの荒野より』春秋社 1982、新版1999
- テリー・プリングル『パパぼく息とめたくないよ』春秋社 1985
- アルフレッド・ベンジャミン『援助する面接』林義子共訳 春秋社 1990
- アルフレッド・ベンジャミン『カウンセリング入門 支援する心と技術』林義子共訳 春秋社 1997
- テリー・プリングル『わが子よ 白血病と闘った息子と父の物語』春秋社 1999
- ニール・ケッセル/ヘンリー・ウォールトン『アルコール中毒とは』春萌社 2002